# 吉米·沃恩
吉米·勞倫斯·沃恩（英語：Jimmie Lawrence Vaughan，1951年3月20日—），是美國藍調搖滾吉他手和歌手，以德州奧斯汀為主要舞臺。他是德克薩斯藍調吉他傳奇人物史蒂維·雷·沃恩的哥哥。
幾位著名的藍調吉他手顯著地影響沃恩的演出風格，包括「藍調三王」（艾爾伯特·金、弗雷德·金和B.B.金）與約翰·"吉他"·華生。

## 早期職業
吉米·勞倫斯·沃恩1951年3月20日出生於德克薩斯州達拉斯縣，父母是吉米·李·沃恩（Jimmie Lee Vaughan）和瑪莎·庫克（Martha Jean Cook），沃恩在德克薩斯州的達拉斯長大，1960年代後期搬到奧斯汀，並開始和Paul Ray和WC Clark等音樂人一起演奏。
1969年，沃恩的小組在德克薩斯州的沃思堡開設了吉米·亨德里克斯體驗。正是在這場演出中，沃恩把吉米·亨德里克斯的“哇哇音踏板效果器”放到了亨德里克斯的最後。作為回報吉米·亨德里克斯給了沃恩自己的“哇哇音踏板效果器”。
吉米·沃恩發展了自己的個人風格。他與主唱Lou Ann Barton和口琴師Kim Wilson、貝斯手Keith Ferguson以及鼓手Mike Buck和Fran Christina組成了樂團The Fabulous Thunderbirds(最初的神話般的雷鳥)都是德克薩斯州奧斯汀藍調俱樂部老闆克利福德·安東尼的門徒。樂團1979年至1983年間發行的前四張專輯，是最重要的“白色藍調”唱片之一。然而這些早期的專輯賣得並不好，所以樂團沒有留下錄音合同為兩年(期間的時候，沃恩的弟弟取得了商業上的成功)。在此期間，沃恩扮演主角吉他同胞德州藍調音樂家比爾·卡特的1985年冊Stompin的理由，還打卡特的最知名的歌曲《威利窩囊廢》，
這以後將在一年後推出到史蒂維·雷·沃恩，並在現場專輯上播放。
“神話般的雷鳥”在1986年獲得了新的合同，並以更具商業流行的聲音和製作風格製作了幾張專輯。沃恩於1990年離開樂團，並與他的弟弟史蒂維·雷·沃恩一起創作了他唯一的雙人拍檔專輯《Family Style》。在專輯發行之前，史蒂維·雷於1990年8月27日在威斯康星州的東特洛伊的一場直升機墜毀事故中與三名艾瑞克·克萊普頓的隨行人員一起死亡。這張專輯在事故發生一個月後被釋放發行。該專輯上列出的藝術家是“沃恩兄弟”。這張專輯是輕微的藍調影響著搖滾，吉米·沃恩在幾首歌曲中演唱。

## 個人生涯

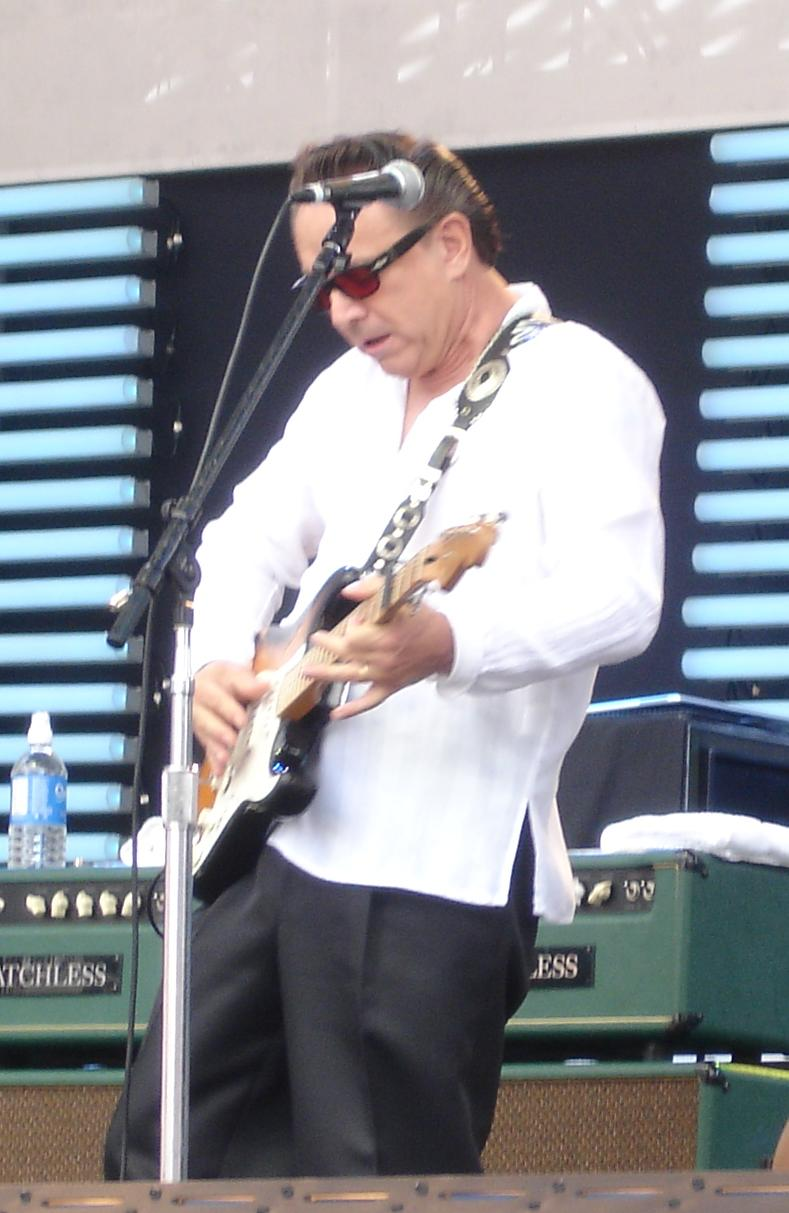
吉米·沃恩2007年在十字路口吉他節表演

沃恩在1994年發行了他的第一張個人專輯《Strange Pleasure》，這張專輯裡有一首歌叫做“Six Strings Down”，專門用來紀念他的弟弟，從那時起他繼續他的獨奏生涯。沃恩的個人專輯主要包含他自己寫的含有藍調搖滾的元素。他在另一位藍調音樂家Bo Diddley 於1996年發行的專輯《A Man Amongst Men》中做了特別的客串演出，在“He's Got a Key”和“Coatimundi”的曲目中彈奏電吉他。2001年，沃恩在“懶人萊斯特”(Lazy Lester)專輯《 Blues Stop Knockin》中獻上了吉他，他為他的(還有“神話般的雷鳥”)債務支付了口琴沼澤藍調的一筆款項。
自1997年以來Fender公司製作了Jimmie Vaughan Tex-Mex Stratocaster電吉他。
沃恩扮演B·B·金領團虛構的藍調樂團“路易斯安那州鱷魚男孩”的成員，出現在1998年發行的電影藍調兄弟2000中。
沃恩與他的親密朋友丹尼斯·奎德，他們在電影大火球上一起工作。
沃恩是鮑勃·迪倫2006年夏季巡迴演出大部分時間的第三場開幕演出者，由他和埃蘭娜·詹姆斯和歐陸二人與少年布朗組成。
沃恩喜歡經典和定製汽車，是一個狂熱的汽車收藏家。沃恩在博物館展示了許多風俗習慣和熱門藝術作品，並出現在專門的雜誌上。

## 近期活動
沃恩繼續表演，他在政治上也有一定的積極性。他在2008年贊同共和黨總統候選人羅恩·保羅，並在保羅於德克薩斯大學的演講之前播放。沃恩還在2008年9月2日在明尼蘇達州聖保羅舉行的羅恩·保羅的共和國拉力賽上發表了主題演講。沃恩在2009年舊金山金門公園的嚴格藍草節上與伯茲·史蓋茲和藍色天鵝絨樂團合作。沃恩在2012年8月26日在佛羅里達州的坦帕市舉行的羅恩·保羅的“我們是未來”集會上演出。
吉米·沃恩於2010年7月6日發行了九年來的第一張新專輯《Plays Blues，Ballads＆Favorites》。
沃恩在2010年十字路口吉他節期間與艾瑞克·克萊普頓、Robert Cray、B·B·金、Hubert Sumlin等人一起演奏。

## 單曲和專輯

### 單曲
- 1972: The Storm ‒ "The Doo-It"/"Lost on the Ocean Part 2" (Connie)
- 1986: Jimmie Vaughan & Duke Robillard ‒ "Cookin'" (Guitar Player Magazine, 7" flexi-disc)

### 專輯
- 1979: The Fabulous Thunderbirds ‒ Girls Go Wild（英语：Girls Go Wild） (Takoma/Chrysalis)
- 1980: The Fabulous Thunderbirds ‒ What's The Word (Chrysalis)
- 1981: The Fabulous Thunderbirds ‒ Butt Rockin' (Chrysalis)
- 1982: The Fabulous Thunderbirds ‒ T-Bird Rhythm（英语：T-Bird Rhythm） (Chrysalis)
- 1986: The Fabulous Thunderbirds ‒ Tuff Enuff（英语：Tuff Enuff） (CBS)
- 1987: The Fabulous Thunderbirds ‒ Hot Number (Epic)
- 1989: The Fabulous Thunderbirds ‒ Powerful Stuff（英语：Powerful Stuff） (Epic)
- 1990: The Vaughan Brothers ‒ Family Style（英语：Family Style (Vaughan Brothers album)） (Epic)
- 1994: Jimmie Vaughan ‒ Strange Pleasure (Epic)
- 1998: Jimmie Vaughan ‒ Out There (Epic)
- 2001: Jimmie Vaughan ‒ Do You Get The Blues? (Artemis)
- 2007: Omar Kent Dykes & Jimmie Vaughan ‒ On The Jimmy Reed Highway (Ruf)
- 2010: Jimmie Vaughan ‒ Plays Blues, Ballads & Favorites (Proper)
- 2011: Jimmie Vaughan ‒ Plays More Blues, Ballads & Favorites（英语：Plays More Blues, Ballads And Favorites (album)） (Proper)

## 外部連結
- Official website（页面存档备份，存于）